# Domingos Olímpio
Domingos Olímpio Braga Cavalcanti ou Domingos Olympio Braga Cavalcanti, como se grafava seu nome na ortografia do século XIX, (Sobral), 18 de setembro de 1851 — Rio de Janeiro, 7 de outubro de 1906) foi um advogado, diplomata, jornalista, parlamentar e romancista brasileiro. É patrono da cadeira 8 da Academia Cearense de Letras.

## Biografia
Domingos Olímpio cearense, nascido em Sobral, advogado, graduado em Direito pela Faculdade de Direito do Recife, onde foi se bacharelar, após fazer os preparatórios em Fortaleza, 1866 . Colou grau em 1873. Foi contemporâneo de Castro Alves.
Exerceu a atividade jornalística no Rio de Janeiro, em periódicos como O Comércio, Jornal do Comércio, Correio do Povo, Cidade do Rio, Gazeta de Notícias e O País. Dirigiu o periódico Os Annaes, semanário que contou com a colaboração de muitos escritores brasileiros e portugueses. Em Os Annaes publicou o romance O Almirante e deixou incompleto O Uirapuru e foi um autor naturalista.
Deixou diversos trabalhos, entre romances e peças, a maioria inédita em livro.
Apresentou candidatura para a Academia Brasileira de Letras, mas foi derrotado pelo poeta Mário de Alencar, filho do romancista cearense José de Alencar, tendo contado apenas com o apoio de Olavo Bilac, que faria um elogioso necrológio de Domingos Olímpio, ou Pojucan, um de seus pseudônimos.

## Obra jurídica: advocacia, ministério público e diplomacia
Voltou ao seu torrão e exerceu a atividade de advogado e promotor público, em Sobral, no Ceará, quando fundou o Teatro Apolo e, em 1875, colaborou com a fundação do Teatro São João, que ainda é um dos principais centros culturais da Região e se encontra restaurado.
Todavia, teve de emigrar definitivamente da sua cidade natal, para alguns por divergências políticas com a família Accyoli, segundo sua viúva, para buscar novos horizontes (cf. HORA, Mário, op. cit.), mas, ao que se sabe, nunca mais retornou ao Ceará.
Em 1879, atuou como parlamentar Provincial, eleito na legenda do Partido Conservador, em Belém do Pará, em que se firmou como abolicionista e republicano.
Manteve a profissão jurídica  após mudar-se para o Rio de Janeiro, onde se fixou, quando venceu a  ação que pacificou os limites geográficos entre o Estado do Amazonas e o Estado do Mato Grosso, na qual representou os interesses amazonenses. Advogava junto ao Supremo Tribunal Federal.
Também foi Fiscal da   Companhia de Loteria Federal, no Governo de Campos Salles.
Foi viver e trabalhar, como diplomata,  em Washington, D.C., nos Estados Unidos da América, onde secretariou a missão diplomática chefiada pelo Ministro das Relações Exteriores  General Dionísio Evangelista de Castro Cerqueira, que defendeu os interesses brasileiros na arbitragem da Questão das Missões, ou Questão de Palmas quando foram definidos os limites fronteiriços entre Brasil  e Argentina, levada a efeito pelo Presidente norte-americano Grover Cleveland.

## Obra literária: crônica, cinema, romance e teatro
Desenvolveu intensa atividade  jornalística, desde os tempos acadêmicos no (Recife), com o "Movimento",  em Belém do Pará, foi redator  do "Diário do Grão Pará" e da "Província", por fim, após 1891, no Rio de Janeiro, em periódicos como O Comércio, Jornal do Comércio, Correio do Povo, Cidade do Rio, Gazeta de Notícias e O País. Dirigiu e editou o periódico Os Annaes, semanário que contou com a colaboração de muitos escritores brasileiros e portugueses.
Segundo o Barão de Studart, (op. cit.), em 1903, publicou o romance Luzia-Homem, sob a forma de novela, em capítulos, no jornal carioca O Comércio - sua obra prima - a qual é reeditada até hoje e está em domínio público. Mereceu dezenas de críticas favoráveis, como as dos Acadêmicos  Afrânio Coutinho e Gustavo Barroso, bem como edições e re-edições, das mais populares e econômicas, disponíveis para arquivo leitura na "internet",  às mais luxuosas e ilustradas, uma das quais, de 1947,  por Clóvis Graciano, raríssima e esgotada, a qual foi impressa sob os auspícios da Sociedade Cem Bibliófilos do Brasil. Um destes exemplares permanece exposto no Museu da Chácara do Céu, no Rio de Janeiro.
Esta obra  trata do drama das secas, das migrações internas dos sertanejos nordestinos para as regiões do norte e sudeste do Brasil, da exploração política da miséria popular em troca do trabalho em condições análogas à da escravidão, do assédio sexual e moral, da violência policial,  da desagregação e do desamparo familiar, em face da luta pela sobrevivência e por um futuro mais feliz.
O drama é totalmente focado em Sobral, cidade à época muito próspera, certamente, das principais da região do agreste nordestino, primorosamente descrita. Repentinamente os sobralenses, estrategicamente posicionados entre a região sertaneja e a litorânea, se veem  em convulsão social, causada por uma das maiores estiagens que o polígono das secas brasileiro havia sofrido.
No momento de sua publicação, no Rio de Janeiro, fez um grande sucesso entre os leitores, ainda impactados com outra saga sertaneja: a revolta e o extermínio do Arraial de Canudos, narrado em Os Sertões.
Sua obra-prima inspirou livremente o roteiro de Cacá Diegues para a película Luzia Homem, estrelada pela atriz  Claudia Ohana no papel principal; Thales Pan Chacon, que interpretou "Alexandre"; Chico Díaz e José de Abreu. Esta película, dirigida por Fábio Barreto obteve grande sucesso de bilheteria LUZIA HOMEM e a indicação ao prêmio de melhor filme no Festival de Gramado de 1987.
Iniciou a publicação da crítica de costumes O Almirante e deixou inéditos: "História da Missão Especial de Washington", "A questão do Acre", "A loucura na política", "Domitila" (comédia) e "O negro" (romance). Deixou incompleto O Uirapuru.
Produziu diversos trabalhos para peças tais como os dramas: "Túnica de Nessus", "Júlia", "Tântalo", e "Rochedos que choram", "A perdição", e as comédias "Um par de galhetas" e "Os maçons e o bispo", sendo todos representados no Teatro Santa Isabel, no Recife, em Pernambuco; no Teatro São João em Sobral e em Fortaleza, no Ceará e no Teatro São Pedro de Alcântara, atual Teatro João Caetano , no Rio de Janeiro, à época Capital da República do Brasil, a maioria inédita em livro.

### Agremiações Literárias
É patrono da cadeira 8 da Academia Cearense de Letras.
Apresentou candidatura, por duas vezes, para a Academia Brasileira de Letras, a primeira delas para a cadeira 2, em setembro de 1903, vaga que foi ocupada pelo autor de Os Sertões.A última na vaga aberta com a morte de José do Patrocínio, para a cadeira 21, mas foi derrotado novamente. Desta feita, pelo poeta Mário de Alencar, filho do romancista e senador cearense José de Alencar,  que contou com o apoio do Barão do Rio Branco e de Machado de Assis.
Contou com o  único apoio de Olavo Bilac, que faria um elogioso necrológio de Domingos Olímpio, ou Pojucan, um de seus pseudônimos. Segundo HORA (op. cit.). Euclides da Cunha  declarou à família ter sido iludido, pois sua intenção era ter votado no candidato derrotado e não o inverso.

## Morte e Relações familiares
Apesar de ter falecido muito cedo, de mal súbito, aos cinquenta e cinco anos de idade, na sua residência na antiga Rua Dona Luíza, atual Cândido Mendes, antigo número 12, que liga os bairros da Glória (bairro do Rio de Janeiro)  a Santa Teresa (bairro do Rio de Janeiro) na cidade do Rio de Janeiro, de onde saiu o féretro para sua sepultura no Cemitério São João Batista, deixou numerosa família, a qual se refere o Padre João Mendes LIRA (op. cit.).
Era o mais velho de quatro irmãos, (Antonio Raymundo Braga Cavalcanti, Felinto Alcino Braga Cavalcanti, José Leandro Braga Cavalcanti e Maria Jacintha Braga Cavalcanti) Domingos Olímpio somou grande prole, sobrinhos e primos: "...Os seus sete filhos, deram-lhe trinta e quatro bisnetos, 50 trinetos e 5 tetranetos, num total de 109 descendentes", computados em 1977 (p. 32).
Era neto do Capitão José de Holanda Cavalcanti, e de Anna Francisca do Carmo, pais de seu pai Antonio Raymundo de Holanda Cavalcanti, que nasceu em Aracaty-Assú, no litoral do Ceará. A ascendência do lado materno proveio de Rita de Cássia Pinto Braga Cavalcanti, filha de  Domingos José Pinto Braga e Maria Antonia Ferreira Braga.
Casou-se duas vezes, a primeira vez em 1875, em Sobral, com Dona Adelaide Ribeiro Braga Cavalcanti, falecida em 1878, com quem gerou duas filhas: a primeira filha, Albertina, lhe deu duas netas; Maria de Souza Cavalcanti, casada com o Engenheiro Raymundo Cavalcanti e Adelaide Cavalcanti de Oliveira casada com o sr. José Sergio Mário de Oliveira; a segunda filha, Guiomar (que casou-se com um dos seus quatro irmãos o Marechal Felinto Alcino Braga Cavalcanti), lhe deu cinco netos: Comandante Antonio Pojucan Ribeiro Cavalcanti , Major Domingos Kyribao Cavalcanti, Coronel Filinto Abaeté Cavalcanti, pai de Lia e avó de Roberto Cavalcanti Landau e Elena Landau, e o Joaquim Mory Cavalcanti, o qual casou-se com Yolanda.
Do segundo consórcio, em 1892, no Rio de Janeiro, RJ, com Dona Anna Augusta Braga Torres, neta do Governador Francisco Xavier Torres e filha do Brigadeiro Francisco Xavier Torres Junior e de Maria Pinto Braga Torres, e nascida no Maranhão, registrou mais cinco, do total de sete filhos: o terceiro, engenheiro Domingos Olympio Braga Cavalcanti Filho, casado com Noemia Brito Cavalcanti e que lhe deu o neto Engenheiro Domingos Olympio Brito Cavalcanti casado com Carmen Viveiros de Castro Cavalcanti, que tiveram duas filhas: Maria Beatriz Cavalcanti Landau e Maria Laura Viveiros de Castro Cavalcanti, professora titular do Instituto de Filosofia e Ciências Sociais, da UFRJ, a qual em 9 de agosto de 2018, proferiu uma belíssima conferência sobre a sua obra e vida, sob a coordenação da acadêmica Ana Maria Machado na mesma Academia almejada, mas não alcançada pelo seu bisavô.
A quarta filha, Martha Washington Cavalcanti Cruz, viúva do Juiz Eurico Cruz. Após se casar, em segundas núpcias, e novamente enviuvar, desta feita, do  General Benjamim Liberato Barroso-o qual foi governador do Ceará por 3, três, oportunidades- ela passou a assinar Martha Washington Cavalcanti Barroso.
Esta gerou o neto Benjamin Eurico Cruz, (*1915/+1992) - que também foi advogado, Procurador da União junto à Justiça do Trabalho e  Ministro do antigo Ministério do Trabalho e Previdência Social (1962/3),  e que lhe deu seis bisnetos: Desembargador Federal, aposentado, e ex-presidente do Tribunal Regional do Trabalho da 15a. Região, Eurico Cruz Neto, falecido em 2019, Stela-Cristina Silveira Cruz, Benjamin Filho, Martha Christina Silveira Cruz, Luís Silveira Cruz e Laura-Christina Silveira Cruz e oito trinetos  Thaís Prates de Macedo Cruz, Liana Prates de Macedo Cruz,Anna Bernardes da Cunha,Ana-Luíza Cruz, Daniel Simon,Rodrigo Cruz, Nicolás Marco Avellaneda, Bruno Caraffa e Andrés Avellaneda), e quatro tetranetos: Henrique Spagnol , Helena Mantovani, Martin Falqueiro e Arthur Coury.
Seu quinto filho foi o Engenheiro Alberto Cavalcanti, que fundou e dirigiu a Construtora Cavalcanti & Junqueira, com sede no (Rio de Janeiro) e obras em diversos locais do Brasil, inclusive o Estádio Mário Filho, ou Maracanã e em Brasília, Distrito Federal, o qual deixou viúva, Alejandrina Jacques, mas não deixou descendentes.
A sexta filha foi Ana Violeta Cavalcanti Durão, casada com o Engenheiro Hermano Durão, e também mãe de cinco filhos: Hermano Alberto, "Betô",  Haroldo, Roberto, Sonia Maria e Otávio Cavalcanti Durão, os único seus dois netos ainda vivos - em 2015- todos, com exceção de Betô, deixaram prole, a saber: Alexandre Durão, Ana Beatriz Durão, Ana Cristina Durão,  Ana Paula, Anna Violeta, Bruno Durão, Luis Otávio Durão, Marcelo Durão, Marcos Oliveira, Pedro Durão e muitos outros.
A sétima filha, a caçula, foi Laura Cavalcanti Amaral, viúva de Heitor Amaral, também sem descendentes.

## Homenagens
Em sua honra nomearam-se educandário e logradouros públicos em diversos lugares do Brasil:
- em Sobral, um Bairro, um Centro de Educação Infantil, e uma Rua- a qual, antigamente, chamou-se Aurora, onde funcionou o seu escritório, no número 27;
- uma grande Avenida na Capital do Estado do Ceará, Fortaleza, que cruza os bairros de Benfica, Farias Brito e José Bonifácio, onde, tradicionalmente, são realizados os desfiles carnavalescos.
- no Município e Estado do Rio de Janeiro, na Ilha de Paquetá, perto da praia da Guarda na qual residiu o Patriarca da Independência do Brasil José Bonifácio de Andrada e Silva;
- em São Luís, Capital do Estado do Maranhão, no Bairro IPASE.
- em São Paulo, Capital do Estado de São Paulo, na Vila Sônia, próximo ao Campus da USP- Universidade de São Paulo.

## Publicações
- Luzia-Homem (1903), romance
- O Almirante, romance
- O Uirapuru, romance inacabado
- A Perdição (1874), teatro
- Rochedos que Choram, teatro
- Túnica Nessus, teatro
- Tântalo, teatro
- Um Par de Galhetas, teatro
- Os Maçons e o Bispo, teatro
- História da Missão Especial de Washington, relato
- A Questão do Acre, história
- A Loucura na Política, biografia
- Domitila, teatro